# ناحیه أولاد میمون
ناحیه أولاد میمون (به عربی: دائرة أولاد میمون) یک ناحیه در الجزایر است که در استان تلمسان واقع شده‌است.